# لويس ميغيل غيل
لويس ميغيل غيل (بالإسبانية: Luis Miguel Gail)‏ (23 فبراير 1961 في إسبانيا - ) هو مدرب كرة قدم ولاعب كرة قدم إسباني في مركز الدفاع. شارك مع منتخب إسبانيا تحت 18 سنة لكرة القدم ومنتخب إسبانيا تحت 19 سنة لكرة القدم ومنتخب إسبانيا تحت 20 سنة لكرة القدم. أما مع النوادي، فقد لعب مع ريال بلد الوليد ب وريال بلد الوليد وريال بيتيس.

## وصلات خارجية
- لويس ميغيل غيل على موقع الاتحاد الدولي (مؤرشف)  (الإنجليزية)
- لويس ميغيل غيل على موقع قاعدة بيانات كرة القدم.إي يو (الإنجليزية)
- لويس ميغيل غيل على موقع عالم كرة القدم.نت (الإنجليزية)